# 1943

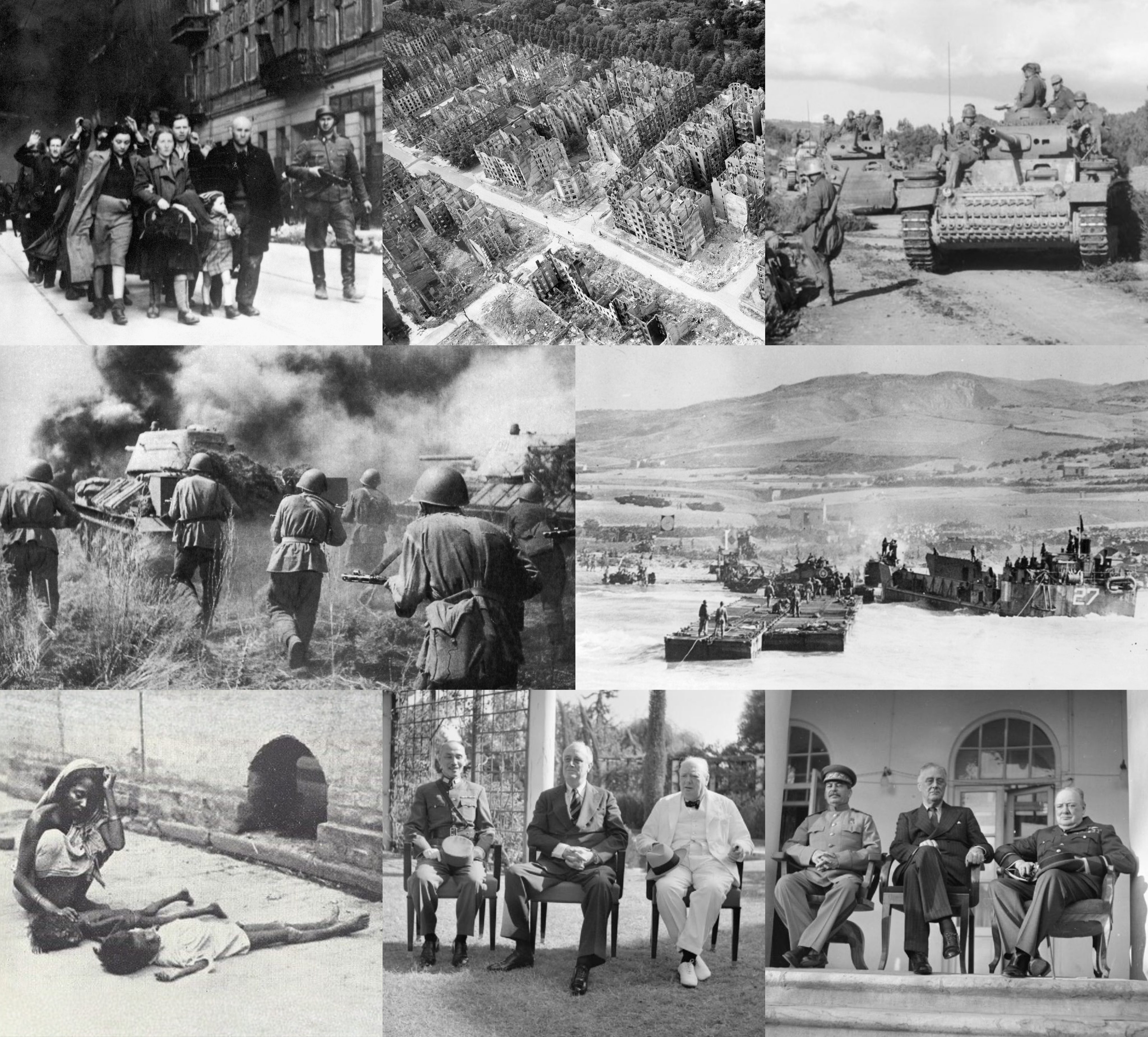

1943 (MCMXLIII) là một năm thường bắt đầu vào Thứ sáu của lịch Gregory, năm thứ 1943 của Công nguyên hay của Anno Domini, the năm thứ 943  của thiên niên kỷ 2, năm thứ 43  của thế kỷ 20, và năm thứ  4   của thập niên 1940. 

## Sự kiện

### Tháng 1
- 18 tháng 1: Liên Xô phát động phản công tại Leningrad.
- 23 tháng 1: Quân Anh công chiếm Tripoli, Libya.

### Tháng 2
- 2 tháng 2: Quân Đức tại Stalingrad đầu hàng, Trận Stalingrad kết thúc, quân Liên Xô thắng lợi.
- 9 tháng 2: Hoa Kỳ đánh chiếm đảo Midway
- 18 tháng 2: Tống Mỹ Linh diễn thuyết tại Quốc hội Hoa Kỳ.
- 25 tháng 2: Ban thường vụ Trung ương Đảng họp tại Võng La, Đông Anh, Hà Nội.

### Tháng 4
- 19 tháng 4: Tại Warszawa, Ba Lan xảy ra khởi nghĩa nhân dân.

### Tháng 5
- 13 tháng 5: Liên quân Đức - Ý đầu hàng đồng minh.
- 16 tháng 5: Khởi nghĩa tại Warszawa bị đàn áp

### Tháng 6
- 10 tháng 6: Quốc tế cộng sản tuyên bố giải thể.

### Tháng 7
- 2 tháng 7: Đặng Tiểu học Bình đề xuất kinh tế thời chiến.
- 10 tháng 7: Quân đồng minh đổ bộ lên đảo Sicily.
- 25 tháng 7: Xảy ra binh biến tại Ý.
- 27 tháng 7: Không quân Hoa Kỳ không kích Hamburg.

### Tháng 8
- 17 tháng 8: Quân đồng minh chiếm đảo Sicily.
- 23 tháng 8: Kết thúc trận Vòng cung Kursk.

### Tháng 9
- 3 tháng 9: Quân đồng minh đổ bộ lên Ý.
- 4 tháng 9: Liên quân Mỹ Áo tiến công Napoli.
- 8 tháng 9: Chính phủ phát xít Ý đầu hàng.
- 25 tháng 9: Quân Liên Xô giải phóng Smolenskaya Oblast.

### Tháng 10
- 13 tháng 10: Ý tuyên chiến với Đức.

### Tháng 11
- 1 tháng 11: Quân Mỹ đổ bộ lên đảo Bougainville
- 6 tháng 11: Quân Liên Xô giải phóng Kyiv
- 12 tháng 11: Ba nước Anh, Pháp, Mỹ hộp hội nghị.
- 22 tháng 11: Hoa Kỳ công chiếm đảo Tarawa

## Sinh

### Tháng 1–3
- 1 tháng 1:
  - Don Novello, diễn viên người Mỹ
  - Kiyohiko Ozaki, nam ca sĩ Nhật Bản (m. 2012)
- 2 tháng 1 - Barış Manço, ca sĩ và người dẫn chương trình truyền hình Thổ Nhĩ Kỳ (m. 1999)
- 4 tháng 1 - Doris Kearns Goodwin, nhà văn người Mỹ
- 6 tháng 1 - Terry Venables, ông bầu bóng đá người Anh
- 9 tháng 1 - Freddie Starr, diễn viên hài, ca sĩ người Anh
- 10 tháng 1 - Jim Croce, ca sĩ người Mỹ (m. 1973)
- 11 tháng 1 - Jim Hightower, tác giả Mỹ
- 13 tháng 1 - Richard Moll, diễn viên người Mỹ
- 16 tháng 1 - Brian Ferneyhough, nhà soạn nhạc người Anh
- 18 tháng 1 - Kay Granger, chính trị gia người Mỹ
- 19 tháng 1:
  - Janis Joplin, ca sĩ người Mỹ (m. 1970)
  - Margriet, công chúa của Hà Lan
- 20 tháng 1 - Mel Hague, ca sĩ, tác gia người Anh
- 24 tháng 1 - Sharon Tate, nữ diễn viên và nạn nhân mưu sát người Mỹ (m. 1969)
- 25 tháng 1 - Tobe Hooper, đạo diễn phim người Mỹ
- 26 tháng 1 - César Gutiérrez, cầu thủ bóng chày Major League người Venezuela (m. 2005)
- 29 tháng 1 - Tony Blackburn, DJ radio người Anh
- 30 tháng 1 - Marty Balin, nhạc sĩ người Mỹ
- 2 tháng 2:
  - Erkan Genis, nghệ sĩ người Thổ Nhĩ Kỳ
  - Thanh Sang, nghệ sĩ ưu tú, nghệ sĩ cải lương Việt Nam (m. 2017)
- 3 tháng 2 - Blythe Danner, nữ diễn viên người Mỹ
- 4 tháng 2 - Alberto João Jardim, chính trị gia người Bồ Đào Nha
- 5 tháng 2 - Nolan Bushnell, nhà tiên phong trò chơi video người Mỹ
- 5 tháng 2 - Michael Mann, đạo diễn phim, nhà văn, nhà sản xuất phim người Mỹ
- 5 tháng 2 - Craig Morton, cầu thủ bóng bầu dục người Mỹ
- 7 tháng 2 - Gareth Hunt, diễn viên người Anh
- 9 tháng 2:
  - Joe Pesci, diễn viên người Mỹ
  - Joseph E. Stiglitz, nhà kinh tế học, giải thưởng Nobel người Mỹ
- 13 tháng 2: Carole Crawford, Miss Jamaica World 1963, Hoa hậu Thế giới 1963 (m. 2024)
- 14 tháng 2 - Maceo Parker, nhạc sĩ người Mỹ
- 18 tháng 2 - Graeme Garden, nhà văn, diễn viên hài, diễn viên người Scotland
- 19 tháng 2
  - Tim Hunt, nhà sinh hóa học và sinh lý học phân tử người Anh, giải Nobel
  - Homer Hickam, tác giả và kỹ sư NASA người Mỹ
- 20 tháng 2 - Mike Leigh, đạo diễn phim người Anh
- 21 tháng 2 - David Geffen, nhà sản xuất phim người Mỹ
- 23 tháng 2 - Fred Biletnikoff, cầu thủ bóng bầu dục, Coach người Mỹ
- 24 tháng 2 - Hristo Prodanov, nhà leo núi Bulgaria (m. 1984)
- 25 tháng 2 - George Harrison, nhạc sĩ người Anh (m. 2001)
- 26 tháng 2 - Bill Duke, diễn viên, người đạo diễn người Mỹ
- 27 tháng 2
  - Morten Lauridsen, nhà soạn nhạc người Mỹ
  - Graham Bowers, nhạc sĩ, nghệ sĩ, kĩ sư người Anh
- 1 tháng 3:
  - Richard H. Price, nhà vật lý người Mỹ
  - Gil Amelio, Thương gia người Mỹ
- 2 tháng 3:
  - Peter Straub, tác gia người Mỹ
  - Zygfryd Blaut, cầu thủ bóng đá người Ba Lan
- 3 tháng 3 - Trond Mohn, tỉ phú người Na Uy
- 4 tháng 3:
  - Lucio Dalla, ca sĩ, người sáng tác bài hát người Ý
  - Zoltan Jeney, nhà soạn nhạc người Hungary
- 8 tháng 3 - Lynn Redgrave, nữ diễn viên người Anh
- 9 tháng 3:
  - Bobby Fischer, đấu thủ cờ vua người Mỹ
  - Charles Gibson, phóng viên truyền hình người Mỹ
- 15 tháng 3 - David Cronenberg, đạo diễn phim người Canada
- 16 tháng 3 - Helen Armstrong, nghệ sĩ vĩ cầm người Mỹ
- 18 tháng 3 - Kevin Dobson, diễn viên người Mỹ
- 19 tháng 3:
  - Mario J. Molina, nhà hóa học, giải thưởng Nobel người México (m. 2020)
  - Mario Monti, thủ tướng Ý thứ 54
- 20 tháng 3 - Gerard Malanga, nhà thơ, nhà nhiếp ảnh người Mỹ
- 21 tháng 3:
  - Vivian Stanshall, diễn viên hài, nhà văn, nghệ sĩ, phát thanh viên, nhạc sĩ người Anh (m. 1995)
  - István Gyulai, quan chức thể thao người Hungary (m. 2006)
- 22 tháng 3 - Bruno Ganz, diễn viên người Thụy Sĩ
- 22 tháng 3 - George Benson, nghệ sĩ guitar, ca sĩ và nhạc sĩ người Mỹ
- 22 tháng 3 - Keith Relf, nhạc sĩ người Anh, (mất 1976)
- 26 tháng 3 - Bob Woodward, nhà báo người Mỹ
- 29 tháng 3:
  - Eric Idle, diễn viên, nhà văn, nhà soạn nhạc người Anh
  - John Major, Thủ tướng Anh thứ 70
  - Vangelis, nhạc sĩ, nhà soạn nhạc người Hy Lạp (m. 2022)
- 31 tháng 3 - Christopher Walken, diễn viên người Mỹ

### Tháng 4–6
- 5 tháng 4 - Max Gail, diễn viên người Mỹ
- 8 tháng 4 - Miller Farr, cầu thủ bóng bầu dục người Mỹ
- 10 tháng 4 - Andrzej Badeński, vận động viên điền kinh người Ba Lan
- 15 tháng 4 - Nguyễn Khoa Điềm, nhà thơ, nhà chính trị Việt Nam
- 20 tháng 4 - John Eliot Gardiner, người chỉ huy dàn nhạc người Anh
- 22 tháng 4 - Louise Glück, nhà thơ, nhà thơ người Mỹ
- 23 tháng 4:
  - Hervé Villechaize, diễn viên người Pháp (m. 1993)
  - Dominik Duka,  giám mục România, thần học gia Séc
  - Frans Koppelaar, họa sĩ người Đức
- 28 tháng 4 - John O. Creighton, nhà du hành vũ trụ Úc
- 5 tháng 5 - Michael Palin, diễn viên hài người Anh
- 6 tháng 5 - Đỗ Xuân Công, một tướng lĩnh và chính khách Việt Nam (m. 2022)
- 8 tháng 5 - Paul Samwell-Smith, nhạc sĩ người Anh
- 10 tháng 5 - Richard (Dick) Darman,, doanh nhân người Mỹ
- 14 tháng 5:
  - Jack Bruce, nhạc sĩ, người sáng tác bài hát người Anh
  - Ólafur Ragnar Grímsson, tổng thống Iceland thứ 5
- 17 tháng 5 - Tuanku Syed Sirajuddin, vua Malaysia
- 22 tháng 5 - Betty Williams, chính trị gia người Ireland
- 25 tháng 5 - Jessi Colter, ca sĩ, nhà soạn nhạc người Mỹ
- 26 tháng 5 - Erica Terpstra, vận động viên bơi lội, chính trị gia, tổng thống người Đức
- 27 tháng 5 - Bruce Weitz, diễn viên người Mỹ
- 30 tháng 5 - James Chaney,  người Mỹ, (m. 1964)
- 31 tháng 5:
  - Joe Namath, cầu thủ bóng bầu dục người Mỹ
  - Sharon Gless, nữ diễn viên người Mỹ
- 2 tháng 6 - Ilayaraaja, nhà soạn nhạc người Ấn Độ
- 3 tháng 6 - John Burgess, Australian game show actor
- 4 tháng 6 - Joyce Meyer, Christian author and speaker
- 6 tháng 6 - Richard Smalley, nhà hóa học, giải thưởng Nobel người Mỹ
- 7 tháng 6 - Nikki Giovanni, nhà thơ người Mỹ
- 8 tháng 6 - Colin Baker, diễn viên người Anh
- 14 tháng 6 - Jim Sensenbrenner, chính trị gia người Mỹ
- 15 tháng 6:
  - Johnny Hallyday, ca sĩ, diễn viên người Pháp
  - Poul Nyrup Rasmussen, thủ tướng Đan Mạch thứ 23
- 16 tháng 6 - Joan Van Ark, nữ diễn viên người Mỹ
- 17 tháng 6:
  - Newt Gingrich, chính trị gia người Mỹ
  - Barry Manilow, nhạc sĩ người Mỹ
- 23 tháng 6 - James Levine, người chỉ huy dàn nhạc người Mỹ
- 26 tháng 6:
  - John Beasley, diễn viên người Mỹ
  - Klaus von Klitzing, nhà vật lý, giải thưởng Nobel người Đức
- 27 tháng 6 - Rico Petrocelli, cầu thủ bóng chày Mỹ
- 29 tháng 6:
  - Maureen O'Brien, nữ diễn viên người Anh
  - Soon-Tek Oh, diễn viên người Nhật Bản

### Tháng 7–9
- 3 tháng 7 - Kurtwood Smith, diễn viên người Mỹ
- 4 tháng 7:
  - Konrad "Conny" Bauer, nhạc công trombone người Đức
  - Geraldo Rivera, Reporter, người dẫn chương trình người Mỹ
- 5 tháng 7 - Curt Blefary, cầu thủ bóng chày Mỹ (m. 2001)
- 7 tháng 7 - Joel Siegel, nhà phê bình phim người Mỹ (m. 2007)
- 10 tháng 7 - Arthur Ashe, vận động viên quần vợt người Mỹ, (m. 1993)
- 12 tháng 7 - Christine McVie, nhạc sĩ người Anh
- 15 tháng 7 - Jocelyn Bell Burnell, nhà vật lý thiên văn người Ireland
- 16 tháng 7: 
  - Reinaldo Arenas, nhà văn người Cuba (m. 1990)
  - Lệ Thu - ca sĩ hải ngoại Việt Nam (m. 2021)
- 20 tháng 7 - Wendy Richard, nữ diễn viên người Anh
- 21 tháng 7 - Edward Herrmann, diễn viên người Mỹ
- 23 tháng 7 - Bob Hilton, người dẫn chương trình game show Mỹ
- 25 tháng 7 - Jim McCarty, nhạc sĩ người Anh
- 26 tháng 7 - Mick Jagger, ca sĩ người Anh
- 31 tháng 7 - Sab Shimono, diễn viên người Mỹ
- 2 tháng 8:
  - Patrick Adiarte, diễn viên, diễn viên múa người Mỹ
  - Kathy Lennon, ca sĩ người Mỹ
- 4 tháng 8- Bjørn Wirkola, vận động viên ván trượt Na Uy
- 5 tháng 8- Nelson Briles, cầu thủ bóng chày Mỹ (m. 2005)
- 6 tháng 8 - Jim Hardin, cầu thủ ném bóng chày Mỹ (m. 1991)
- 7 tháng 8 - Dino Valente, nhạc sĩ người Mỹ, (m. 1994)
- 11 tháng 8:
  - Abigail Folger, người thừa kế và nạn nhân giết người Mỹ (m. 1969)
  - Pervez Musharraf, tổng thống Pakistan thứ 10
- 17 tháng 8 - Robert De Niro, diễn viên người Mỹ
- 18 tháng 8 - Gianni Rivera, cầu thủ bóng đá người Ý
- 20 tháng 8 - Sylvester McCoy, diễn viên người Anh
- 24 tháng 8 - John Cipollina, nhạc sĩ người Mỹ (m. 1989)
- 28 tháng 8 - Lou Piniella, cầu thủ và quản lý bóng chày Mỹ
- 30 tháng 8 - Jean-Claude Killy, vận động viên trượt tuyết Pháp
- 1 tháng 9 - Don Stroud, diễn viên người Mỹ
- 6 tháng 9:
  - Richard J. Roberts, nhà sinh hóa và sinh học phân tử Anh, người nhận giải Nobel
  - Roger Waters, nhạc sĩ người Anh
- 9 tháng 9 - Art LaFleur, diễn viên người Mỹ
- 10 tháng 9 - Daniel Truhitte, diễn viên người Mỹ
- 11 tháng 9:
  - Gilbert Proesch, nghệ sĩ, người Ý
  - Raymond Villeneuve, nhân vật khủng bố người Canada
- 22 tháng 9 - Toni Basil, người Mỹ musician and video artist
- 28 tháng 9 - J. T. Walsh, diễn viên người Mỹ (m. 1998)
- 29 tháng 9 - Lech Wałęsa, tổng thống Ba Lan, người nhận giải Nobel Hòa Bình
- 30 tháng 9:
  - Nguyễn Phúc Bảo Thăng, con trai của Bảo Đại (m. 2017)
  - Johann Deisenhofer, nhà hóa sinh vật học, giải thưởng Nobel người Đức
  - Ian Ogilvy, diễn viên người Anh

### Tháng 10–12
- 2 tháng 10 - Franklin Rosemont, nhà thơ người Mỹ
- 6 tháng 10 - Michael Durrell, diễn viên người Mỹ
- 8 tháng 10 - Chevy Chase, diễn viên hài, diễn viên người Mỹ
- 14 tháng 10 - Lois Hamilton, Modelnữ diễn viên, nghệ sĩ người Mỹ (m. 1999)
- 16 tháng 10 - Paul Rose, nhân vật khủng bố người Canada
- 31 tháng 10 - Paul Frampton, nhà vật lý người Anh

- 1 tháng 11:
  - Salvatore Adamo, ca sĩ và nhà soạn nhạc người Bỉ
  - John McEnery, diễn viên người Anh
- 4 tháng 11 - Chuck Scarborough, biên tập viên thời sự đài NBC người Mỹ
- 5 tháng 11:
  - Friedman Paul Erhardt, đầu bếp truyền hình tiên phong người Mỹ gốc Đức (m. 2007)
  - Sam Shepard, nhà biên kịch và diễn viên người Mỹ
- 7 tháng 11:
  - Michael Byrne, diễn viên người Anh
  - Joni Mitchell, nhạc sĩ người Canada
  - Michael Spence, nhà kinh tế học, giải thưởng Nobel người Mỹ
- 7 tháng 11 - Stephen Greenblatt, nhà phê bình văn học người Mỹ
- 11 tháng 11 - Doug Frost, huấn luyện viên bơi lội Úc
- 12 tháng 11 - Wallace Shawn, diễn viên người Mỹ
- 14 tháng 11 - Peter Norton, kĩ sư phần mềm, doanh nhân người Mỹ
- 19 tháng 11 - Aurelio Monteagudo, vận động viên bóng chày người Cuba (m. 1990)
- 20 tháng 11 - Mie Hama, nữ diễn viên người Nhật Bản
- 21 tháng 11 - Larry Mahan, người Mỹ rodeo cowboy
- 26 tháng 11 - Marilynne Robinson, nhà văn người Mỹ
- 2 tháng 12: 
  - Wayne Allard, chính trị gia Mỹ
  - Thanh Thúy (ca sĩ sinh 1943), danh ca hải ngoại người Việt
- 5 tháng 12 - Eva Joly, thẩm phán Pháp gốc Na Uy
- 8 tháng 12 - James Douglas "Jim" Morrison, nhạc sĩ người Mỹ (m. 1971)
- 11 tháng 12 - John Kerry, chính trị gia người Mỹ
- 12 tháng 12 - Grover Washington Jr., nhạc công saxophon Mỹ (m. 1999)
- 13 tháng 12 - Ferguson Jenkins, cầu thủ bóng chày Canada
- 15 tháng 12 - Lucien den Arend, nhà điêu khắc Hà Lan
- 17 tháng 12 - Ron Geesin, nhạc sĩ, người sáng tác bài hát người Anh
- 18 tháng 12 - Keith Richards, nghệ sĩ đàn ghita, người sáng tác bài hát người Anh
- 19 tháng 12 - Ross M. Lence, nhà khoa học chính trị Mỹ (m. 2006)
- 23 tháng 12 - Harry Shearer, diễn viên, nhà văn người Mỹ
- 24 tháng 12 - Tarja Halonen, tổng thống Phần Lan
- 27 tháng 12 - Peter Sinfield, nhà thơ trữ tình, nhà sản xuất người Anh
- 28 tháng 12 - Richard Whiteley, người dẫn chương trình truyền hình người Anh (m. 2005)
- 31 tháng 12:
  - John Denver, nhạc sĩ người Mỹ (m. 1997)
  - Ben Kingsley, diễn viên người Anh

## Mất

### Tháng 1–3
- 5 tháng 1 - George Washington Carver, nhà thực vật học người Mỹ (sinh 1864)
- 7 tháng 1 - Nikola Tesla, nhà khoa học Mỹ, sinh ra ở Croatia (sinh 1856)
- 8 tháng 1 - Richard Hillary, Battle of Britain Spitfire pilot, tác giả của The Last Enemy (sinh 1919)
- 4 tháng 2 - Frank Calder, chủ tịch NHL đầu tiên (sinh 1877)
- 1 tháng 3 - Alexandre Émile Yersin, bác sĩ và nhà vi sinh vật học người Thụy Sĩ (sinh 1863)
- 28 tháng 3 - Sergei Rachmaninov, nhà soạn nhạc người Nga (sinh 1873)

### Tháng 4–6
- 18 tháng 4 – Isoroku Yamamoto, đô đốc người Nhật (s. 1884).
- 27 tháng 4 – Michail Vosipavič Stakun, chủ tịch Byelorussia Xô viết (s. 1893).
- 1 tháng 6 – Leslie Howard, diễn viên người Anh (s. 1893)
- 4 tháng 6 – Kermit Roosevelt, nhà thám hiểm, tác gia người Mỹ (s. 1889).

### Tháng 7–9
- 4 tháng 7 - Wladyslaw Sikorski, chính trị gia người Ba Lan (sinh 1881)
- 19 tháng 7 - Yekaterina Budanova, phi công lái máy bay chiến đấu (sinh 1916)
- 21 tháng 7 - Charlie Paddock, vận động viên điền kinh người Mỹ, (sinh 1900)
- 1 tháng 8 - Lydia Vladimirovna Lityak, phi công lái máy bay chiến đấu (sinh 1921)
- 12 tháng 8 - Bobby Peel, vận động viên cricket người Anh (sinh 1857)
- 14 tháng 8 - Joe Kelley, vận động viên bóng chày (sinh 1871)
- 21 tháng 8 - Henrik Pontoppidan, Nhà văn người Đan Mạch, được trao giải Nobel về văn học (sinh 1857)
- 28 tháng 8 - Boris III của Bulgaria (sinh 1894)
- 1 tháng 9 - Charles Atangana, thủ lĩnh người Cameroon.
- 6 tháng 9 - Reginald McKenna, Thủ tướng Anh 1915–1916 (sinh 1863)
- 24 tháng 9 - John Stone Stone, nhà vật lý, nhà phát minh người Mỹ, (sinh 1869)

### Tháng 10–12
- 3 tháng 10 - Jurica Ribar, họa sĩ Nam Tư (sinh 1918)[1]
- 5 tháng 10 - Leon Roppolo, nhạc sĩ người Mỹ (sinh 1902)
- 9 tháng 10 - Pieter Zeeman, nhà vật lý đạt giải thưởng Nobel người Đức (sinh 1865)
- 19 tháng 10 - Camille Claudel, nhà điêu khắc người Pháp (sinh 1864)
- 1 tháng 12 - Damrong Rajanubhab, công chúa Thái Lan và là một sử gia (sinh 1862)
- 14 tháng 12 - John Harvey Kellogg, bác sĩ người Mỹ (sinh 1852)
- 15 tháng 12 - Fats Waller, nghệ sĩ dương cầm người Mỹ (sinh 1904)
- 22 tháng 12 - Beatrix Potter, tác gia, vẽ minh họa người Anh (sinh 1866)

## Giải Nobel
- Vật lý - Otto Stern
- Hóa học - George de Hevesy
- Y học - Carl Peter Henrik Dam, Edward Adelbert Doisy, Gerhard Domagk
- Văn học - không có giải
- Hòa bình - không có giải